# HMS Cobra (1899)
HMS Cobra – brytyjski eksperymentalny niszczyciel (w oryginalnej nomenklaturze torpedo-boat destroyer) zbudowany w stoczni koncernu Armstrong Whitworth w Elswick (Newcastle upon Tyne) i wcielony do Royal Navy na początku XX wieku, drugi w historii okręt napędzany turbinami parowymi. W swoim pierwszym rejsie po ukończeniu prób morskich, rankiem 18 września 1901 roku, płynąc w sztormie, niszczyciel przełamał się i zatonął, pociągając za sobą 67 z obecnych na pokładzie ludzi.

## Geneza
Pod koniec XIX wieku okręty rozwijającej się klasy niszczycieli napędzane były maszynami parowymi potrójnego rozprężania, które pozwalały tym jednostkom uzyskać prędkość maksymalną w granicach 30 węzłów. W trwającym wyścigu zbrojeń morskich brytyjska Royal Navy zaczęła poszukiwać możliwości zapewnienia swym niszczycielom przewagi prędkości nad torpedowcami najgroźniejszego wówczas rywala na morzu: francuskiej Marine nationale. W programie rozbudowy floty na lata 1896–1897 znalazło się zamówienie na trzy eksperymentalne jednostki, mające osiągać prędkość 33 węzłów. Były to „Albatross” ze stoczni Thornycroft & Co., „Express” z Laird, Son & Co. (obecnie Cammell Laird) oraz „Arab” ze stoczni J & G Thomson. Żaden z nich nie osiągnął jednak na próbach morskich prędkości przekraczającej 31,5 węzła. Stawało się jasne, że maszyny parowe osiągnęły kres swoich możliwości i dalsze zwiększanie możliwości bojowych okrętów związane będzie ze znalezieniem wydajniejszego napędu.
26 czerwca 1897 roku, podczas rewii morskiej z okazji diamentowego jubileuszu królowej Wiktorii na redzie Spithead, miał miejsce spektakularny debiut turbiny parowej. Zbudowany i dowodzony osobiście przez ich konstruktora Charlesa Parsonsa 103-stopowy jacht „Turbinia” wpłynął pomiędzy paradujące okręty Royal Navy, zaś wysłane dla jego pochwycenia jednostki nie były w stanie doścignąć osiągającego prędkość 34 węzłów statku. Pokaz ten, po cichu wspierany przez głównego konstruktora floty (Director of Naval Construction, był to najwyższy cywilny urzędnik Admiralicji), udowodnił możliwość praktycznego zastosowania turbin parowych i spowodował zamówienie w 1898 roku u Parsonsa eksperymentalnego niszczyciela (nazwanego później „Viper”) wyposażonego w nowy rodzaj napędu. Wkrótce potem stocznia koncernu Armstronga rozpoczęła spekulacyjną budowę kolejnej jednostki napędzanej turbinami parowymi. Autorem jej projektu był Philip Watts.
Stępkę pod okręt, budowany na własne ryzyko stoczni, bez formalnego zamówienia ze strony Royal Navy, położono w 27 maja 1898 roku, a wodowanie kadłuba odbyło się 28 czerwca 1899 roku, ponad dwa miesiące wcześniej niż „Vipera”, budowanego w stoczni Hawthorn Leslie & Co. w Newcastle upon Tyne na zamówienie marynarki. Niemal gotowy niszczyciel został jednak uszkodzony w kolizji z przepływającym statkiem handlowym, co opóźniło zakończenie budowy. W grudniu 1899 roku zaoferowano okręt Royal Navy, która zakupiła go w maju roku następnego, mając zamiar porównać charakterystyki jednostek budowanych według nieco różniących się projektów, ale ze zbliżonym napędem. Nadano mu nazwę „Cobra”.

## Opis konstrukcji
Konstrukcja kadłuba „Cobry” bazowała na powiększonym projekcie budowanych wcześniej w stoczni Armstronga kontrtorpedowców „Swordfish” i „Spitfire”. Miał on nieco większą niż „Viper” wyporność konstrukcyjną (375 ton angielskich – ts wobec 344 ts). Na próbach, z zapasem 40 ton węgla, zmierzono wyporność pełną równą 425 ts. Długość całkowita wynosiła 67,1 m, szerokość 6,1 m, zaś średnie zanurzenie 3,52 m.
Napęd stanowiły cztery turbiny parowe o łącznej mocy nominalnej 11 500 shp, napędzające bezpośrednio cztery wały napędowe. Na każdym z wałów zamontowano po trzy śruby okrętowe, co razem dawało liczbę dwunastu pędników. Parę do turbin dostarczały cztery kotły wodnorurkowe typu Yarrow z wymuszonym obiegiem wody. Spaliny z kotłowni odprowadzane były przez cztery kominy. Maksymalny zapas węgla był obliczony na 107 ton. „Cobra” była drugim na świecie po „Viperze” okrętem wyposażonym w turbiny parowe a jednocześnie pierwszym, który posiadał wyłącznie elektryczną instalację oświetleniową. Ta nowinka techniczna, wprowadzona na jednostki pływające w latach 70. XIX wieku, ograniczona była dotąd do mechanizmów pomocniczych maszynowni.
Na próbach morskich prowadzonych w lipcu 1901 roku osiągnięto na mili pomiarowej maksymalną prędkość 34,88 węzła, zaś w próbach trzygodzinnych średnią prędkość maksymalną 34,574 węzła i 34,7 węzła, co z nawiązką spełniało wymagania Admiralicji. Podobnie jak na „Viperze”, do podtrzymania prawidłowej pracy kotłowni potrzebny był liczny personel, w projekcie przewidziano aż 59 osób dla obsługi maszyn, przy liczącej normalnie 63 oficerów i marynarzy załodze niszczycieli napędzanych maszynami parowymi.
Uzbrojenie okrętu miało składać się z jednej armaty 12-funtowej (kal. 76 mm), umieszczonej na wzniesionym stanowisku na dziobie, pięciu armat 6-funtowych Hotchkiss (kal. 57 mm) oraz dwóch wyrzutni torpedowych kalibru 450 mm (18 cali).

## Losy okrętu
17 września 1901 roku „Cobra” ostatecznie opuściła stocznię i pod dowództwem porucznika Alana Smitha skierował się do bazy Royal Navy w Portsmouth, celem instalacji uzbrojenia. Następnego dnia (według niektórych źródeł wypadek wydarzył się 19 września) około 7.00 rano płynący w sztormie okręt przełamał się na dwie części i szybko zatonął w okolicy latarniowca Outer Dowsing na wysokości Flamborough Head (na wybrzeżu Yorkshire). 12 członków załogi uratował wieczorem przepływający statek pasażerski „Harlington”, pozostałych 67 osób, wśród których było 24 pracowników stoczni i Robert Bernard, sternik „Turbinii”, utonęło.
Wypadek „Cobry” stał się przedmiotem dochodzenia, zakończonego rozprawą, która odbyła się w dniach od 10 do 16 października 1901 roku na pokładzie „Victory”. W jej trakcie ustalono, że najbardziej prawdopodobną przyczyną katastrofy było nadmierne obciążenie zbyt słabej konstrukcji kadłuba, spowodowane zbyt wielką wagą zapasu zabranego węgla. Werdykt taki zapadł pomimo zeznań ocalonych członków załogi, którzy twierdzili, że okręt uderzył w podwodną przeszkodę.
Katastrofa „Cobry” i wcześniejsze o ponad miesiąc rozbicie na skałach drugiego niszczyciela o napędzie turbinowym, „Vipera”, spowodowały utrwalenie wśród konserwatywnych oficerów Royal Navy oraz części opinii publicznej niechęci do stosowania nowinek technicznych na okrętach. U marynarzy zaś umocnienie przesądu o zgubnym wpływie nazw węży (cobra to w języku angielskim „kobra”, viper – „żmija”) na noszące je jednostki. W efekcie Royal Navy zmieniła nazwę kolejnego zamówionego eksperymentalnego niszczyciela wyposażonego w turbiny parowe z „Python” na „Velox”. Nie jest natomiast prawdą twierdzenie, że po „Cobrze” nie było już w Royal Navy okrętu o nazwie pochodzącej od węża: w 1910 roku zwodowano niszczyciel „Rattlesnake” („grzechotnik”).